# Піші господарства
Піші господарства — категорія збіднілих селянських господарств наприкінці 18 — початку 20 ст., які володіли землею, але не мали робочої худоби і с.-г. реманенту. Їх частка в Україні була досить значною. За офіційними даними, наприкінці 1840-х рр. піші, городники (мали лише садибу), бобилі (не мали навіть хати) становили на Київщині 70 %, Харківщині — 30 %, Полтавщині — 74 %, Чернігівщині — 36 % від загальної кількості поміщицьких селян цих губерній. Під час селянської реформи 1861 у Правобережній Україні разом із городниками П.г. складали 82,5 % селянських господарств. Тоді ж піший поділ набув узаконення й у Лівобережній Україні. На кінець 19 ст., за даними земських подвірних переписів, в Україні (без правобережних губерній) 1/3 селянських господарств не мали робочої худоби.
Селяни п.г. змушені були наймитувати, здавати наділи в обробіток тяглим за гроші або з половини, чи наймати реманент і худобу для обробітку власного поля.